# Jezioro Trazymeńskie
Jezioro Trazymeńskie (wł. Lago Trasimeno, łac. Lacus Trasimenus) – jezioro tektoniczne w środkowych Włoszech, w Umbrii. Największe na Półwyspie Apenińskim. Ma podziemne połączenie z Tybrem, zabagnione. Wykorzystywane do rybołówstwa.
Powierzchnia: 128 km²

Głębokość maksymalna: 8 m

Wysokość: 258 m n.p.m.

Większe wyspy: Maggiore, Minore, Polvese.

Większe miasta: Castiglione del Lago, Passignano sul Trasimeno.
24 czerwca 217 p.n.e. nad Jeziorem Trazymeńskim miała miejsce ważna bitwa II wojny punickiej, w której wojska Hannibala rozgromiły wojska rzymskie.